# Land- und Stadtgericht Genthin
Das Land- und Stadtgericht Genthin war ein preußisches Land- und Stadtgericht mit Sitz in Genthin.

## Geschichte
Nach den Napoleonischen Kriegen bemühte sich der preußische Staat, die Gerichtsbarkeit der Städte und der Gutsbesitzer in staatliche Hand zu überführen. Von Mitte der 1810er bis Ende der 1820er Jahre wurde das Land- und Stadtgericht, also ein Gericht, welches für Stadt und Landbezirke zuständig war, zur üblichen Organisationsform für Eingangsgerichte in Landstädten in Preußen. In Genthin wurde die königlichen Justizämter Altenplatow, Derben, Fienrade und Jerichow gemeinsam verwaltet. Am 25. Juni 1836 wurde dieses Gericht in Land- und Stadtgericht Genthin umbenannt.
Das so entstandene Land- und Stadtgericht Genthin war ein Gericht 2. Klasse und mit einem Richter, einem Assessor und zwei Justizkommissaren besetzt. Gericht 2. Klasse bedeutete, dass es nur als Einzelrichter entscheiden konnte und keine kollegialen Entscheidungen treffen konnte. Sein Sprengel umfasste 11.395 Gerichtseingesessene in den Orten Genthin, Jerichow, Altenplathow, Briest, Derben, Derbenscher Berg, Klein Demsien, Ferchland, Fienerode, Galm, Berg-Genthin, Havemark, Kabelitz, Klietznick Groß Mangelsdorf, Melkow, Mützel, Pareyer-Schleuse, Roßdorf, Scharteucke, Steinitz, Groß- und Klein Wulkow und Zabakuck sowie teilweise in Bergzow, Güsen, Redekin, Vehlen und Groß Wusterwitz. Übergeordnet was das Oberlandesgericht Magdeburg.
Im Sprengel des Land- und Stadtgerichts Genthin bestanden ursprünglich zwei Patrimonialgerichte, das Patrimonialgericht Scharteucke mit Scharteucke, Groß Mangelsdorf und Redetin (teilweise) (216 Einwohner) sowie das Patrimonialgericht Zabakuck mit Güskow (341 Einwohner).
1836 gelang es dem Staat eine Vereinbarung mit Kammerrat Johann Carl Ludwig Ferdinand Steintopf zu treffen, dass das Patrimonialgericht Scharteucke auf das Land- und Stadtgericht Genthin übertragen wurde.
In der 5. Session des Provinziallandtags der Provinz Sachsen 1839 berieten die Stände den Wunsch von Jerichow, Sitz einer ständigen Gerichtskommission des Land- und Stadtgerichts Genthin zu werden. Dieser Wunsch wurde von der Regierung nicht erfüllt.
Nach der Märzrevolution wurden in Preußen einheitlich Kreisgerichte als Eingangsgerichte eingerichtet und die Patrimonialgerichtsbarkeit abgeschafft. Damit entstand 1849 in Genthin das Kreisgericht Genthin (Preußen) im Sprengel des Appellationsgerichtes Magdeburg und das Land- und Stadtgericht Genthin wurde aufgehoben.